# Pseudohydromys murinus
Pseudohydromys murinus là một loài động vật có vú trong họ Chuột, bộ Gặm nhấm. Loài này được Rümmler mô tả năm 1934.